# Больничный городок (Мурманск)
Больничный городок — микрорайон города Мурманска.

## История
В середине 1930-х годов лечебные учреждения было решено перенести из района, очерченного улицами Сталина, Кольской, Шмидта и Милицейской. Для строительства выбрали юго-восточную окраину города, у истоков Варничного ручья. Руководствовались при этом несколькими соображениями: чистый воздух окраины, необходимый больным, подъезды к площадке проложить несложно, всего в полукилометре от Кольского шоссе, Варничная сопка с юга и скальное плато с востока — надёжное прикрытие от ветров, территория очень удобная для застройки. Перед войной на облюбованном месте возвели корпуса терапевтического (1936), хирургического и родильного (оба — 1938 год) отделений.).

## Улицы и переулки
| Название           | Названа в честь                                   | Описание |
| ------------------ | ------------------------------------------------- | --- |
| Улица Гвардейская  | Гвардейских полков                                | наименование дано 27 декабря 1965 года, когда начал застраиваться каменными многоквартирными домами район города, примыкавший к тогдашнему Кольскому шоссе.                                     |
| Улица Радищева     | Александр Николаевич Радищев                      | |
| Улица Павлова      | Иван Петрович Павлов                              | От площади, примыкающей к центральному въезду в Больничный городок, тянется вдоль южной его ограды на восток и далее по склону плато вверх. Является главной улицей микрорайона.                |
| Улица Куйбышева    | Валериан Владимирович Куйбышев                    | Расположена вдоль сопки Варничной. Формировалась в начале 1950-х годов и застроена в основном однотипными двухэтажными деревянными домами                                                       |
| Улица Чехова       | Антон Павлович Чехов                              | Соединает улицы Павлова и Радищева, лежит по склону каменистого плато. Кроме жилых домов старой постройки, на ней есть каменное здание средней школы № 28, история которой ведётся с 1955 года. |
| Улица Рылеева      | писатель К. Ф. Рылеев                             | Лежит за улицей Куйбышева ближе к телецентру. Двухэтажные бревенчатые дома. |
| Улица Фурманова    | Д. А. Фурманов                                    | |
| Улица Гоголя       | писатель Николай Васильевич Гоголь.               | |
| Улица Серафимовича | писатель А. С. Серафимович                        | Расположена под телевизионной вышкой. |
| Улица Шолохова     | писатель М. А. Шолохов.                           | Дома здесь относятся к частному сектору, деревянные с печным отоплением. Центрального водоснабжения нет, жильцам приходится пользоваться колонками.                                             |
| Улица Чапаева      | герой гражданской войны Василий Иванович Чапаев.  | |
| Улица Пархоменко   | герой гражданской войны А. Я. Пархоменко.         | Около десятка частных домов |
| Улица Фролова      | генерал — полковник Валериан Александрович Фролов | На улице расположены ресторан «Белые ночи» и бывший кинотеатр «Утёс». |
| Улица Полухина     | Матрос В. П. Полухин                              | Памятник В. П. Полухину |
| Рогозерская улица  | озеро Рогозеро                                    | кладбище англичан-интервентов, рекламно-полиграфический центр «Тритон» и офисы ЗАО «Норд — Вест Ф. К.»                                                                                          |
| Дальний переулок   |                                                   | |